# Simion Michez
Simion Boubacar Michez (Charleroi, 9 febbraio 2002) è un calciatore camerunese con cittadinanza belga, attaccante del Sigma Olomouc in prestito dallo Slavia Praga.

## Biografia
Nato in Belgio, ha origini camerunesi e senegalesi.

## Carriera

### Club
Michez è cresciuto nel settore giovanile dell'Anderlecht, con cui ha firmato il primo contratto professionistico nel 2020. Due anni più tardi ha debuttato nell'RSCA Futures nell'incontro di Challenger Pro League pareggiato 0-0 contro il Deinze ed il 9 settembre ha segnato il suo primo gol nell'incontro pareggiato 2-2 contro il RWDM47.
Il 15 maggio 2023 è passato a parametro zero al Beerschot VA, con cui ha vinto il campionato di seconda divisione giocando una stagione da titolare. Il 3 settembre 2024 è stato acquistato dallo Slavia Praga.
Il 18 luglio 2025 viene ceduto in prestito al Sigma Olomouc.

### Nazionale
Ha giocato con le nazionali giovanili belghe Under-15 ed Under-17.
Nel 2021 ha optato per la nazionalità camerunese, giocando anche nella nazionale Under-23 del Paese africano.

## Statistiche

### Presenze e reti nei club
Statistiche aggiornate al 26 novembre 2024.
| Stagione            | Squadra             | Campionato          | Campionato | Campionato | Coppe nazionali | Coppe nazionali | Coppe nazionali | Coppe continentali | Coppe continentali | Coppe continentali | Altre coppe | Altre coppe | Altre coppe | Totale | Totale | Totale |
| Stagione            | Squadra             | Comp                | Pres       | Reti       | Comp            | Pres            | Reti            | Comp               | Pres               | Reti               | Comp        | Pres        | Reti        | Pres   | Reti   |        |
| ------------------- | ------------------- | ------------------- | ---------- | ---------- | --------------- | --------------- | --------------- | ------------------ | ------------------ | ------------------ | ----------- | ----------- | ----------- | ------ | ------ | ------ |
| 2022-2023           | RSCA Futures        | D2                  | 26         | 3          | -               | -               | -               | -                  | -                  | -                  | -           | -           | -           | 26     | 3      |        |
| 2023-2024           | Beerschot VA        | D2                  | 29         | 5          | CB              | 2               | 1               | -                  | -                  | -                  | -           | -           | -           | 31     | 6      |        |
| ago. 2024           | Beerschot VA        | D1                  | 6          | 2          | CB              | 0               | 0               | -                  | -                  | -                  | -           | -           | -           | 6      | 2      |        |
| Totale Beerschot VA | Totale Beerschot VA | Totale Beerschot VA | 35         | 5          |                 | 2               | 1               |                    | -                  | -                  |             | -           | -           | 37     | 6      |        |
| 2024-2025           | Slavia Praga        | 1L                  | 4          | 1          | CRC             | 1               | 0               | UCL+UEL            | 0+5                | 0                  | -           | -           | -           | 10     | 1      |        |
| Totale carriera     | Totale carriera     | Totale carriera     | 65         | 11         |                 | 3               | 1               |                    | 5                  | 0                  |             | -           | -           | 73     | 12     |        |

## Palmarès

### Club

#### Competizioni nazionali
- Challenger Pro League: 1

Beerschot VA: 2023-2024
- Campionato ceco: 1

Slavia Praga: 2024-2025